# Vuelta a España 2019
74. ročník etapového cyklistického závodu Vuelta a España se konal mezi 24. srpnem a 15. zářím 2019. Závod dlouhý 3290,7 km vyhrál Slovinec Primož Roglič (Team Jumbo–Visma). Stal se tak historicky prvním slovinských vítězem Grand Tour. Na druhém a třetím místě se umístili Španěl Alejandro Valverde (Movistar Team) a Slovinec Tadej Pogačar (UAE Team Emirates).
Společně s celkovým pořadím získal Roglič i triumf v bodovací soutěži. Geoffrey Bouchard z týmu AG2R La Mondiale vyhrál vrchařskou soutěž, zatímco celkově třetí Pogačar vyhrál mimo 3 etapy i soutěž mladých jezdců. Miguel Ángel López z týmu Astana získal cenu bojovnosti a Movistar Team triumfoval v soutěži týmů druhý rok v řadě.

## Týmy
Závodu se zúčastnilo všech 18 UCI WorldTeamů společně se 4 UCI Professional Continental týmy pozvanými na divokou kartu. Každý tým přijel s 8 jezdci, na start 1. etapy se tak postavilo 176 jezdců. Do cíle v Madridu dojelo 153 z nich. Posledním jezdcem v celkovém pořadí byl Nuno Bico (Burgos BH), který dojel do cíle se ztrátou 5 hodin, 56 minut a 19 sekund na celkového vítěze Primože Rogliče.
UCI WorldTeamy
- AG2R La Mondiale
- Astana
- Bahrain–Merida
- Bora–Hansgrohe
- CCC Team
- Deceuninck–Quick-Step
- EF Education First
- Groupama–FDJ
- Lotto–Soudal
- Mitchelton–Scott
- Movistar Team
- Team Dimension Data
- Team Ineos
- Team Jumbo–Visma
- Team Katusha–Alpecin
- Team Sunweb
- Trek–Segafredo
- UAE Team Emirates

UCI Professional Continental týmy
- Burgos BH
- Caja Rural–Seguros RGA
- Cofidis
- Euskadi–Murias

## Favorité před závodem
Obhájce vítězství z roku 2018, Simon Yates, se rozhodl neobhajovat svůj triumf poté, co absolvoval Giro d'Italia a Tour de France téhož roku. Za největší favority na celkové vítězství byli považováni Steven Kruiswijk a Primož Roglič (Team Jumbo–Visma), Jakob Fuglsang a Miguel Ángel López (Astana) a Nairo Quintana (Movistar Team). Kruiswijk se dostal na pódium Tour de France 2019, zatímco jeho týmový kolega Roglič byl třetí na Giru d'Italia 2019. López byl na pódiu Gira d'Italia 2018 a Vuelty a España 2018. Na startu se objevili 3 předchozí vítězové: Alejandro Valverde (2009), Fabio Aru (2015) a Nairo Quintana (2016).
Za favority na vítězství ve sprinterských etapách či v bodovací soutěži byli považováni Fernando Gaviria (UAE Team Emirates) a Sam Bennett (Bora–Hansgrohe).

## Trasa a etapy
| Etapa         | Datum         | Trasa                                                      | Vzdálenost | Typ       | Typ                  | Vítěz                    |           |
| ------------- | ------------- | ---------------------------------------------------------- | ---------- | --------- | -------------------- | ------------------------ | --------- |
| 1             | 24. srpna     | Salinas de Torrevieja - Torrevieja                         | 13,4 km    |           | Týmová časovka       | Astana                   |           |
| 2             | 25. srpna     | Benidorm - Calpe                                           | 199,6 km   |           | Zvlněná etapa        | Nairo Quintana (COL)     |           |
| 3             | 26. srpna     | Ibi - Alicante                                             | 188 km     |           | Rovinatá etapa       | Sam Bennett (IRL)        |           |
| 4             | 27. srpna     | Cullera - El Puig                                          | 175,5 km   |           | Rovinatá etapa       | Fabio Jakobsen (NED)     |           |
| 5             | 28. srpna     | L'Eliana - Observatorio Astrofísico de Javalambre          | 170,7 km   |           | Zvlněná etapa        | Ángel Madrazo (ESP)      |           |
| 6             | 29. srpna     | Mora de Rubielos - Ares del Maestrat                       | 198,9 km   |           | Zvlněná etapa        | Jesús Herrada (ESP)      |           |
| 7             | 30. srpna     | Onda - Mas de la Costa                                     | 183,2 km   |           | Horská etapa         | Alejandro Valverde (ESP) |           |
| 8             | 31. srpna     | Valls - Igualada                                           | 166,9 km   |           | Zvlněná etapa        | Nikias Arndt (GER)       |           |
| 9             | 1. září       | Andorra la Vella (Andorra) - Cortals d'Encamp (Andorra)    | 94,4 km    |           | Horská etapa         | Tadej Pogačar (SLO)      |           |
|               | 2. září       | Andorra                                                    | Andorra    |           | Den odpočinku        | Den odpočinku            |           |
| 10            | 3. září       | Jurançon (Francie) - Pau (Francie)                         | 36,2 km    |           | Individuální časovka | Primož Roglič (SLO)      |           |
| 11            | 4. září       | Saint-Palais (Francie) - Urdax                             | 180 km     |           | Zvlněná etapa        | Mikel Iturria (ESP)      |           |
| 12            | 5. září       | Circuito de Navarra - Bilbao                               | 171,4 km   |           | Zvlněná etapa        | Philippe Gilbert (BEL)   |           |
| 13            | 6. září       | Bilbao - Los Machucos                                      | 166,4 km   |           | Horská etapa         | Tadej Pogačar (SLO)      |           |
| 14            | 7. září       | San Vicente de la Barquera - Oviedo                        | 188 km     |           | Rovinatá etapa       | Sam Bennett (IRL)        |           |
| 15            | 8. září       | Tineo - Santuario del Acebo                                | 154,4 km   |           | Horská etapa         | Sepp Kuss (USA)          |           |
| 16            | 9. září       | Pravia - Puerto de La Cubilla                              | 144,4 km   |           | Horská etapa         | Jakob Fuglsang (DEN)     |           |
|               | 10. září      | León                                                       | León       |           | Den odpočinku        | Den odpočinku            |           |
| 17            | 11. září      | Aranda de Duero - Guadalajara                              | 219,6 km   |           | Rovinatá etapa       | Philippe Gilbert (BEL)   |           |
| 18            | 12. září      | Colmenar Viejo - Becerril de la Sierra                     | 177,5 km   |           | Horská etapa         | Sergio Higuita (COL)     |           |
| 19            | 13. září      | Ávila - Toledo                                             | 165,2 km   |           | Rovinatá etapa       | Rémi Cavagna (FRA)       |           |
| 20            | 14. září      | Arenas de San Pedro - Carretera de la Plataforma de Gredos | 190,4 km   |           | Horská etapa         | Tadej Pogačar (SLO)      |           |
| 21            | 15. září      | Fuenlabrada - Madrid                                       | 106,6 km   |           | Rovinatá etapa       | Fabio Jakobsen (NED)     |           |
| Celková délka | Celková délka | Celková délka                                              | 3290,7 km  | 3290,7 km | 3290,7 km            | 3290,7 km                | 3290,7 km |

## Průběžné pořadí
| Etapa          | Vítěz              | Celkové pořadí     | Bodovací soutěž | Vrchařská soutěž  | Soutěž mladých jezdců | Soutěž týmů   | Cena bojovnosti    |
| -------------- | ------------------ | ------------------ | --------------- | ----------------- | --------------------- | ------------- | ------------------ |
| 1              | Astana             | Miguel Ángel López | neuděleno       | neuděleno'        | Miguel Ángel López    | Astana        | Miguel Ángel López |
| 2              | Nairo Quintana     | Nicolas Roche      | Nairo Quintana  | Ángel Madrazo     | Miguel Ángel López    | Team Sunweb   | Ángel Madrazo      |
| 3              | Sam Bennett        | Nicolas Roche      | Nairo Quintana  | Ángel Madrazo     | Miguel Ángel López    | Team Sunweb   | Ángel Madrazo      |
| 4              | Fabio Jakobsen     | Nicolas Roche      | Sam Bennett     | Ángel Madrazo     | Miguel Ángel López    | Team Sunweb   | Jorge Cubero       |
| 5              | Ángel Madrazo      | Miguel Ángel López | Sam Bennett     | Ángel Madrazo     | Miguel Ángel López    | Movistar Team | José Herrada       |
| 6              | Jesús Herrada      | Dylan Teuns        | Sam Bennett     | Ángel Madrazo     | Miguel Ángel López    | Movistar Team | Jesús Herrada      |
| 7              | Alejandro Valverde | Miguel Ángel López | Nairo Quintana  | Ángel Madrazo     | Miguel Ángel López    | Movistar Team | Sergio Henao       |
| 8              | Nikias Arndt       | Nicolas Edet       | Nairo Quintana  | Ángel Madrazo     | Miguel Ángel López    | Movistar Team | David de la Cruz   |
| 9              | Tadej Pogačar      | Nairo Quintana     | Nairo Quintana  | Ángel Madrazo     | Miguel Ángel López    | Movistar Team | Geoffrey Bouchard  |
| 10             | Primož Roglič      | Primož Roglič      | Primož Roglič   | Ángel Madrazo     | Miguel Ángel López    | Movistar Team | Primož Roglič      |
| 11             | Mikel Iturria      | Primož Roglič      | Primož Roglič   | Ángel Madrazo     | Miguel Ángel López    | Movistar Team | Alex Aranburu      |
| 12             | Philippe Gilbert   | Primož Roglič      | Primož Roglič   | Ángel Madrazo     | Miguel Ángel López    | Movistar Team | Philippe Gilbert   |
| 13             | Tadej Pogačar      | Primož Roglič      | Primož Roglič   | Ángel Madrazo     | Tadej Pogačar         | Movistar Team | Héctor Sáez        |
| 14             | Sam Bennett        | Primož Roglič      | Primož Roglič   | Ángel Madrazo     | Tadej Pogačar         | Movistar Team | Diego Rubio        |
| 15             | Sepp Kuss          | Primož Roglič      | Primož Roglič   | Ángel Madrazo     | Tadej Pogačar         | Movistar Team | Sergio Samitier    |
| 16             | Jakob Fuglsang     | Primož Roglič      | Primož Roglič   | Geoffrey Bouchard | Tadej Pogačar         | Movistar Team | Ángel Madrazo      |
| 17             | Philippe Gilbert   | Primož Roglič      | Primož Roglič   | Geoffrey Bouchard | Tadej Pogačar         | Movistar Team | Nairo Quintana     |
| 18             | Sergio Higuita     | Primož Roglič      | Primož Roglič   | Geoffrey Bouchard | Miguel Ángel López    | Movistar Team | Sergio Higuita     |
| 19             | Rémi Cavagna       | Primož Roglič      | Primož Roglič   | Geoffrey Bouchard | Miguel Ángel López    | Movistar Team | Rémi Cavagna       |
| 20             | Tadej Pogačar      | Primož Roglič      | Primož Roglič   | Geoffrey Bouchard | Tadej Pogačar         | Movistar Team | Tao Geoghegan Hart |
| 21             | Fabio Jakobsen     | Primož Roglič      | Primož Roglič   | Geoffrey Bouchard | Tadej Pogačar         | Movistar Team | neuděleno          |
| Konečné pořadí | Konečné pořadí     | Primož Roglič      | Primož Roglič   | Geoffrey Bouchard | Tadej Pogačar         | Movistar Team | Miguel Ángel López |

## Konečné pořadí
|  | Označuje vítěze celkového pořadí       |
|  | Označuje vítěze bodovací soutěže       |
|  | Označuje vítěze vrchařské soutěže      |
|  | Označuje vítěze soutěže mladých jezdců |
|  | Označuje vítěze soutěže týmů           |
|  | Označuje vítěze ceny bojovnosti        |

### Celkové pořadí
| Pořadí                  | Jezdec                       | Tým                    | Čas          |
| ----------------------- | ---------------------------- | ---------------------- | ------------ |
| 1                       | Primož Roglič (SLO)          | Team Jumbo–Visma       | 83h 07' 14"  |
| 2                       | Alejandro Valverde (ESP)     | Movistar Team          | + 2' 33"     |
| 3                       | Tadej Pogačar (SLO)          | UAE Team Emirates      | + 2' 55"     |
| 4                       | Nairo Quintana (COL)         | Movistar Team          | + 3' 46"     |
| 5                       | Miguel Ángel López (COL)     | Astana                 | + 4' 48"     |
| 6                       | Rafał Majka (POL)            | Bora–Hansgrohe         | + 7' 33"     |
| 7                       | Wilco Kelderman (NED)        | Team Sunweb            | + 10' 04"    |
| 8                       | Carl Fredrik Hagen (NOR)     | Lotto–Soudal           | + 12' 54"    |
| 9                       | Marc Soler (ESP)             | Movistar Team          | + 22' 27"    |
| 10                      | Mikel Nieve (ESP)            | Mitchelton–Scott       | + 22' 34"    |
| Konečné pořadí (11–153) |                              |                        |              |
| Pořadí                  | Jezdec                       | Tým                    | Čas          |
| 11                      | James Knox (GBR)             | Deceuninck–Quick-Step  | + 22' 55"    |
| 12                      | Dylan Teuns (BEL)            | Bahrain–Merida         | + 24' 06"    |
| 13                      | Jakob Fuglsang (DEN)         | Astana                 | + 26' 49"    |
| 14                      | Sergio Higuita (COL)         | EF Education First     | + 32' 17"    |
| 15                      | Hermann Pernsteiner (AUT)    | Bahrain–Merida         | + 33' 40"    |
| 16                      | Jon Izagirre (ESP)           | Astana                 | + 42' 00"    |
| 17                      | Ruben Guerreiro (POR)        | Team Katusha–Alpecin   | + 42' 05"    |
| 18                      | Nicolas Edet (FRA)           | Cofidis                | + 46' 24"    |
| 19                      | Esteban Chaves (COL)         | Mitchelton–Scott       | + 53' 03"    |
| 20                      | Tao Geoghegan Hart (GBR)     | Team Ineos             | + 1h 04' 21" |
| 21                      | Kilian Frankiny (SUI)        | Groupama–FDJ           | + 1h 11' 42" |
| 22                      | Óscar Rodríguez (ESP)        | Euskadi–Murias         | + 1h 13' 14" |
| 23                      | Luis León Sánchez (ESP)      | Astana                 | + 1h 17' 09" |
| 24                      | François Bidard (FRA)        | AG2R La Mondiale       | + 1h 25' 44" |
| 25                      | Ben O'Connor (AUS)           | Team Dimension Data    | + 1h 25' 53" |
| 26                      | Martijn Tusveld (NED)        | Team Sunweb            | + 1h 27' 32" |
| 27                      | Robert Gesink (NED)          | Team Jumbo–Visma       | + 1h 29' 07" |
| 28                      | Peter Stetina (USA)          | Trek–Segafredo         | + 1h 32' 25" |
| 29                      | Sepp Kuss (USA)              | Team Jumbo–Visma       | + 1h 35' 33" |
| 30                      | José Joaquín Rojas (ESP)     | Movistar Team          | + 1h 44' 02" |
| 31                      | Neilson Powless (USA)        | Team Jumbo–Visma       | + 1h 48' 21" |
| 32                      | Philippe Gilbert (BEL)       | Deceuninck–Quick-Step  | + 1h 50' 02" |
| 33                      | George Bennett (NZL)         | Team Jumbo–Visma       | + 1h 55' 19" |
| 34                      | Wout Poels (NED)             | Team Ineos             | + 1h 58' 10" |
| 35                      | Pierre Latour (FRA)          | AG2R La Mondiale       | + 1h 59' 04" |
| 36                      | Felix Großschartner (AUT)    | Bora–Hansgrohe         | + 2h 03' 33" |
| 37                      | Niklas Eg (DEN)              | Trek–Segafredo         | + 2h 04' 41" |
| 38                      | Ben King (USA)               | Team Dimension Data    | + 2h 10' 03" |
| 39                      | Sebastián Henao (COL)        | Team Ineos             | + 2h 12' 22" |
| 40                      | Daniel Navarro (ESP)         | Team Katusha–Alpecin   | + 2h 12' 29" |
| 41                      | Daniel Felipe Martínez (COL) | EF Education First     | + 2h 13' 20" |
| 42                      | Gianluca Brambilla (ITA)     | Trek–Segafredo         | + 2h 16' 17" |
| 43                      | Antonio Pedrero (ESP)        | Movistar Team          | + 2h 20' 11" |
| 44                      | Tobias Ludvigsson (SWE)      | Groupama–FDJ           | + 2h 20' 23" |
| 45                      | Sergio Henao (COL)           | UAE Team Emirates      | + 2h 20' 29" |
| 46                      | Nelson Oliveira (POR)        | Movistar Team          | + 2h 21' 16" |
| 47                      | Geoffrey Bouchard (FRA)      | AG2R La Mondiale       | + 2h 25' 49" |
| 48                      | Mikel Bizkarra (ESP)         | Euskadi–Murias         | + 2h 28' 43" |
| 49                      | Damien Howson (AUS)          | Mitchelton–Scott       | + 2h 29' 32" |
| 50                      | Cristián Rodríguez (ESP)     | Caja Rural–Seguros RGA | + 2h 29' 33" |
| 51                      | Louis Meintjes (RSA)         | Team Dimension Data    | + 2h 34' 53" |
| 52                      | Rémi Cavagna (FRA)           | Deceuninck–Quick-Step  | + 2h 35' 04" |
| 53                      | Gorka Izagirre (ESP)         | Astana                 | + 2h 37' 30" |
| 54                      | Matteo Fabbro (ITA)          | Team Katusha–Alpecin   | + 2h 37' 58" |
| 55                      | Zdeněk Štybar (CZE)          | Deceuninck–Quick-Step  | + 2h 39' 31" |
| 56                      | Thomas De Gendt (BEL)        | Lotto–Soudal           | + 2h 40' 02" |
| 57                      | Paweł Poljański (POL)        | Bora–Hansgrohe         | + 2h 44' 06" |
| 58                      | Clément Chevrier (FRA)       | AG2R La Mondiale       | + 2h 49' 02" |
| 59                      | Lawson Craddock (USA)        | EF Education First     | + 2h 49' 16" |
| 60                      | Jonas Koch (GER)             | CCC Team               | + 2h 51' 21" |
| 61                      | Darwin Atapuma (COL)         | Cofidis                | + 2h 51' 36" |
| 62                      | Tsgabu Grmay (ETH)           | Mitchelton–Scott       | + 2h 52' 26" |
| 63                      | Nick Schultz (AUS)           | Mitchelton–Scott       | + 2h 52' 42" |
| 64                      | Imanol Erviti (ESP)          | Movistar Team          | + 2h 53' 02" |
| 65                      | Tosh Van der Sande (BEL)     | Lotto–Soudal           | + 2h 53' 26" |
| 66                      | David de la Cruz (ESP)       | Team Ineos             | + 2h 53' 50" |
| 67                      | Steve Morabito (SUI)         | Groupama–FDJ           | + 3h 02' 11" |
| 68                      | Dario Cataldo (ITA)          | Astana                 | + 3h 06' 30" |
| 69                      | Nikias Arndt (GER)           | Team Sunweb            | + 3h 06' 44" |
| 70                      | Valerio Conti (ITA)          | UAE Team Emirates      | + 3h 08' 00" |
| 71                      | Owain Doull (GBR)            | Team Ineos             | + 3h 08' 12" |
| 72                      | Silvan Dillier (SUI)         | AG2R La Mondiale       | + 3h 09' 54" |
| 73                      | Sander Armée (BEL)           | Lotto–Soudal           | + 3h 10' 27" |
| 74                      | Tomasz Marczyński (POL)      | Lotto–Soudal           | + 3h 15' 09" |
| 75                      | José Herrada (ESP)           | Cofidis                | + 3h 20' 26" |
| 76                      | Steff Cras (BEL)             | Team Katusha–Alpecin   | + 3h 21' 04" |
| 77                      | Dorian Godon (FRA)           | AG2R La Mondiale       | + 3h 22' 00" |
| 78                      | Tim Declercq (BEL)           | Deceuninck–Quick-Step  | + 3h 27' 05" |
| 79                      | Omar Fraile (ESP)            | Astana–Premier Tech    | + 3h 27' 25" |
| 80                      | Romain Seigle (FRA)          | Groupama–FDJ           | + 3h 28' 02" |
| 81                      | Quentin Jaurégui (FRA)       | AG2R La Mondiale       | + 3h 28' 13" |
| 82                      | Héctor Sáez (ESP)            | Euskadi–Murias         | + 3h 28' 53" |
| 83                      | Dion Smith (NZL)             | Mitchelton–Scott       | + 3h 29' 59" |
| 84                      | Mark Padun (UKR)             | Bahrain–Merida         | + 3h 30' 25" |
| 85                      | Jacopo Mosca (ITA)           | Trek–Segafredo         | + 3h 30' 55" |
| 86                      | Cyril Barthe (FRA)           | Euskadi–Murias         | + 3h 31' 36" |
| 87                      | Mikel Iturria (ESP)          | Euskadi–Murias         | + 3h 31' 50" |
| 88                      | Sergio Pardilla (ESP)        | Caja Rural–Seguros RGA | + 3h 32' 24" |
| 89                      | Salvatore Puccio (ITA)       | Team Ineos             | + 3h 33' 38" |
| 90                      | Clément Venturini (FRA)      | AG2R La Mondiale       | + 3h 37' 27" |
| 91                      | Bruno Armirail (FRA)         | Groupama–FDJ           | + 3h 38' 04" |
| 92                      | Robert Power (AUS)           | Team Sunweb            | + 3h 38' 42" |
| 93                      | Jorge Arcas (ESP)            | Movistar Team          | + 3h 39' 12" |
| 94                      | Alex Aranburu (ESP)          | Caja Rural–Seguros RGA | + 3h 39' 43" |
| 95                      | Fernando Barceló (ESP)       | Euskadi–Murias         | + 3h 40' 19" |
| 96                      | Edvald Boasson Hagen (NOR)   | Team Dimension Data    | + 3h 40' 52" |
| 97                      | Francisco Ventoso (ESP)      | CCC Team               | + 3h 41' 38" |
| 98                      | Pavel Kočetkov (RUS)         | Team Katusha–Alpecin   | + 3h 42' 27" |
| 99                      | Michael Storer (AUS)         | Team Sunweb            | + 3h 50' 04" |
| 100                     | Sam Bewley (NZL)             | Mitchelton–Scott       | + 3h 51' 31" |
| 101                     | Jonathan Lastra (ESP)        | Caja Rural–Seguros RGA | + 3h 57' 29" |
| 102                     | Luis Ángel Maté (ESP)        | Cofidis                | + 3h 57' 38" |
| 103                     | Casper Pedersen (DEN)        | Team Sunweb            | + 4h 00' 14" |
| 104                     | Jetse Bol (NED)              | Burgos BH              | + 4h 04' 01" |
| 105                     | Ricardo Vilela (POR)         | Burgos BH              | + 4h 04' 41" |
| 106                     | Ian Stannard (GBR)           | Team Ineos1            | + 4h 05' 25" |
| 107                     | Nicholas Dlamini (RSA)       | Team Dimension Data    | + 4h 05' 44" |
| 108                     | Damien Touzé (FRA)           | Cofidis                | + 4h 08' 25" |
| 109                     | Luka Pibernik (SLO)          | Bahrain–Merida         | + 4h 12' 17" |
| 110                     | Yukiya Arashiro (JPN)        | Bahrain–Merida         | + 4h 13' 18" |
| 111                     | Sergej Černetský (RUS)       | Caja Rural–Seguros RGA | + 4h 14' 38" |
| 112                     | Sergio Samitier (ESP)        | Euskadi–Murias         | + 4h 16' 49" |
| 113                     | Enrico Battaglin (ITA)       | Team Katusha–Alpecin   | + 4h 18' 37" |
| 114                     | Nathan Van Hooydonck (BEL)   | CCC Team               | + 4h 20' 35" |
| 115                     | Harm Vanhoucke (BEL)         | Lotto–Soudal           | + 4h 20' 46" |
| 116                     | Óscar Cabedo (ESP)           | Burgos BH              | + 4h 21' 49" |
| 117                     | Aritz Bagües (ESP)           | Euskadi–Murias         | + 4h 22' 14" |
| 118                     | Willie Smit (RSA)            | Team Katusha–Alpecin   | + 4h 23' 33" |
| 119                     | Ángel Madrazo (ESP)          | Burgos BH              | + 4h 24' 11" |
| 120                     | Jesús Ezquerra (ESP)         | Burgos BH              | + 4h 26' 12" |
| 121                     | Eros Capecchi (ITA)          | Deceuninck–Quick-Step  | + 4h 26' 16" |
| 122                     | Mitchell Docker (AUS)        | EF Education First     | + 4h 26' 59" |
| 123                     | Domen Novak (SLO)            | Bahrain–Merida         | + 4h 27' 28" |
| 124                     | John Degenkolb (GER)         | Trek–Segafredo         | + 4h 28' 32" |
| 125                     | Alex Kirsch (LUX)            | Trek–Segafredo         | + 4h 29' 56" |
| 126                     | Logan Owen (USA)             | EF Education First     | + 4h 31' 27" |
| 127                     | Stéphane Rossetto (FRA)      | Cofidis                | + 4h 31' 47" |
| 128                     | Manuele Boaro (ITA)          | Astana                 | + 4h 32' 50" |
| 129                     | Jaco Venter (RSA)            | Team Dimension Data    | + 4h 33' 59" |
| 130                     | Rasmus Tiller (NOR)          | Team Dimension Data    | + 4h 34' 22" |
| 131                     | Will Barta (USA)             | CCC Team               | + 4h 36' 26" |
| 132                     | Heinrich Haussler (AUS)      | Bahrain–Merida         | + 4h 37' 44" |
| 133                     | Edward Theuns (BEL)          | Trek–Segafredo         | + 4h 39' 26" |
| 134                     | Sam Bennett (IRL)            | Bora–Hansgrohe         | + 4h 41' 44" |
| 135                     | Gonzalo Serrano (ESP)        | Caja Rural–Seguros RGA | + 4h 42' 56" |
| 136                     | Jorge Cubero (ESP)           | Burgos BH              | + 4h 45' 34" |
| 137                     | Max Walscheid (GER)          | Team Sunweb            | + 4h 46' 52" |
| 138                     | Vjačeslav Kuzněcov (RUS)     | Team Katusha–Alpecin   | + 4h 50' 26" |
| 139                     | Marc Sarreau (FRA)           | Groupama–FDJ           | + 4h 56' 21" |
| 140                     | Jon Aberasturi (ESP)         | Caja Rural–Seguros RGA | + 4h 59' 08" |
| 141                     | Kiel Reijnen (USA)           | Trek–Segafredo         | + 4h 59' 41" |
| 142                     | Szymon Sajnok (POL)          | CCC Team               | + 5h 01' 03" |
| 143                     | Juan Sebastián Molano (COL)  | UAE Team Emirates      | + 5h 01' 03" |
| 144                     | Jelle Wallays (BEL)          | Lotto–Soudal           | + 5h 03' 52" |
| 145                     | Fabio Jakobsen (NED)         | Deceuninck–Quick-Step  | + 5h 06' 45" |
| 146                     | Diego Rubio (ESP)            | Burgos BH              | + 5h 07' 04" |
| 147                     | Fernando Gaviria (COL)       | UAE Team Emirates      | + 5h 11' 32" |
| 148                     | Maximiliano Richeze (ARG)    | Deceuninck–Quick-Step  | + 5h 20' 32" |
| 149                     | Paweł Bernas (POL)           | CCC Team               | + 5h 22' 19" |
| 150                     | Oliviero Troia (ITA)         | UAE Team Emirates      | + 5h 25' 27" |
| 151                     | Shane Archbold (NZL)         | Bora–Hansgrohe         | + 5h 30' 01" |
| 152                     | Lennard Hofstede (NED)       | Team Jumbo–Visma       | + 5h 40' 23" |
| 153                     | Nuno Bico (POR)              | Burgos BH              | + 5h 56' 19" |

### Bodovací soutěž
| Pořadí | Jezdec                   | Tým                   | Body |
| ------ | ------------------------ | --------------------- | ---- |
| 1      | Primož Roglič (SLO)      | Team Jumbo–Visma      | 155  |
| 2      | Tadej Pogačar (SLO)      | UAE Team Emirates     | 136  |
| 3      | Sam Bennett (IRL)        | Bora–Hansgrohe        | 134  |
| 4      | Alejandro Valverde (ESP) | Movistar Team         | 132  |
| 5      | Nairo Quintana (COL)     | Movistar Team         | 100  |
| 6      | Miguel Ángel López (COL) | Astana                | 76   |
| 7      | Philippe Gilbert (BEL)   | Deceuninck–Quick-Step | 73   |
| 8      | Dylan Teuns (BEL)        | Bahrain–Merida        | 69   |
| 9      | Tosh Van der Sande (BEL) | Lotto–Soudal          | 63   |
| 10     | Sergio Higuita (COL)     | EF Education First    | 62   |

### Vrchařská soutěž
| Pořadí | Jezdec                   | Tým               | Body |
| ------ | ------------------------ | ----------------- | ---- |
| 1      | Geoffrey Bouchard (FRA)  | AG2R La Mondiale  | 76   |
| 2      | Ángel Madrazo (ESP)      | Burgos BH         | 44   |
| 3      | Sergio Samitier (ESP)    | Euskadi–Murias    | 42   |
| 4      | Tadej Pogačar (SLO)      | UAE Team Emirates | 38   |
| 5      | Tao Geoghegan Hart (GBR) | Team Ineos        | 35   |
| 6      | Wout Poels (NED)         | Team Ineos        | 31   |
| 7      | Alejandro Valverde (ESP) | Movistar Team     | 29   |
| 8      | Sergio Henao (COL)       | UAE Team Emirates | 27   |
| 9      | Jakob Fuglsang (DEN)     | Astana            | 24   |
| 10     | Mikel Bizkarra (ESP)     | Euskadi–Murias    | 22   |

### Soutěž mladých jezdců
| Pořadí | Jezdec                   | Tým                   | Čas          |
| ------ | ------------------------ | --------------------- | ------------ |
| 1      | Tadej Pogačar (SLO)      | UAE Team Emirates     | 83h 10' 09"  |
| 2      | Miguel Ángel López (COL) | Astana                | + 1' 53"     |
| 3      | James Knox (GBR)         | Deceuninck–Quick-Step | + 20' 00"    |
| 4      | Sergio Higuita (COL)     | EF Education First    | + 29' 22"    |
| 5      | Ruben Guerreiro (POR)    | Team Katusha–Alpecin  | + 39' 10"    |
| 6      | Tao Geoghegan Hart (GBR) | Team Ineos            | + 1h 01' 26" |
| 7      | Kilian Frankiny (SUI)    | Groupama–FDJ          | + 1h 08' 47" |
| 8      | Óscar Rodríguez (ESP)    | Euskadi–Murias        | + 1h 10' 19" |
| 9      | Ben O'Connor (AUS)       | Team Dimension Data   | + 1h 22' 58" |
| 10     | Sepp Kuss (USA)          | Team Jumbo–Visma      | + 1h 32' 38" |

### Soutěž týmů
| Pořadí | Tým                 | Čas          |
| ------ | ------------------- | ------------ |
| 1      | Movistar Team       | 248h 26' 24" |
| 2      | Astana              | + 51' 38"    |
| 3      | Team Jumbo–Visma    | + 2h 03' 42" |
| 4      | Mitchelton–Scott    | + 2h 26' 47" |
| 5      | AG2R La Mondiale    | + 3h 14' 09" |
| 6      | Team Sunweb         | + 3h 20' 01" |
| 7      | Euskadi–Murias      | + 3h 38' 55" |
| 8      | Bahrain–Merida      | + 3h 45' 14" |
| 9      | Team Dimension Data | + 3h 55' 52" |
| 10     | Team Ineos          | + 4h 00' 34" |